# Aleksej Pavlovič Čapygin
Aleksej Pavlovič Čapygin, in russo Алексей Павлович Чапыгин? (Governatorato di Olonec, 5 ottobre 1870 – Leningrado, 21 ottobre 1937), è stato uno scrittore russo.

## Biografia
Nacque in una famiglia contadina, e si avvicinò alla cultura come autodidatta. I suoi primi scritti, risalenti al 1890, presero forma sotto la spinta dei populisti Korolenko e Michajlovskij, presentando descrizioni accurate dei degradi e delle miserie delle città russe, oltre alla nostalgica e delusa rievocazione dei suoi luoghi campagnoli nativi. Čapygin proseguì la sua carriera letteraria ricevendo l'influenza di Gor'kij, con il quale strinse una duratura amicizia. In quel periodo i suoi racconti vennero pubblicati da riviste, prima di poterli raccogliere, intorno al 1913, nel libro Neljudimye ("Misantropi"). Il suo romanzo Belyj skit ("Il bianco eremitaggio"), pubblicato nel 1913, descrisse la vita paesana del nord della Russia e le problematiche morali e religiose dei Vecchi credenti.
Anche dopo la Rivoluzione d'ottobre, Čapygin conservò i suoi principi individualistici e tali furono anche i protagonisti delle sue opere degli anni seguenti, che in qualche modo richiamavano alla memoria i vagabondi romantici di Gor'kij. Uno dei maggiori desideri dell'autore fu quello di raccontare le vicende della prima rivoluzione contadina, avvenuta nel XVII secolo, capitanata da Sten'ka Razin, e quindi l'omonimo libro uscì nel 1926. Anche se lo scrittore ricevette l'accusa di aver idealizzato il protagonista, il romanzo si mise in evidenza per il gran lavoro di ricerca delle fonti, degli usi, costumi e della lingua del tempo.
Tra gli altri lavori principali di Čapygin si annoverarono Moja žizn'  ("La mia vita") (1929) e Along Trails and Roads (1933). Rimasero incompiute A Fragment of the Same Mirror e Guljaščie ljudi ("Gente errante" in russo Гулящие люди?) (1935), nel quale emersero evidenti elementi folkloristici. La novella storica Razin Stepan (1927) meritò la trasposizione cinematografica nel 1939. Čapygin scrisse anche la sceneggiatura del film intitolato Mountain of Gold (1931). All'età di sessantasette anni, il 21 ottobre 1937, Chapygin morì a Leningrado.

## Opere principali

### Romanzi
- 1903 - Зрячие (I vedenti)
- 1907 - Приютились (Gli ospiti))
- 1913 - Белый скит (Il bianco eremitaggio)
- 1918 - Белая равнина (La pianura bianca))
- 1921 - Чемер (Il dolore)
- 1923 - На Лебяжьих озёрах (Sul lago dei cigni)
- 1923 - Лободыры (Solitari)
- 1925 - Перед снегом (Inverno precedente)
- 1929 - Жизнь моя (La mia vita, autobiografia)

### Romanzi storici
- 1927 - Разин Степан (Stepan Rasin)
- 1935 - Гулящие люди (Gente errante)